# رون كوكس (مهندس)
رون كوكس (بالإنجليزية: Ron Cox)‏ هو مهندس أمريكي، ولد في 12 يوليو 1966.